# Ashley Judd
Ashley Judd, właściwie Ashley Tyler Ciminella (ur. 19 kwietnia 1968 w Los Angeles) – amerykańska aktorka.

## Życiorys

### Wczesne lata
Urodziła się w Los Angeles w stanie Kalifornia jako córka Michaela Charlesa Ciminelli Jr., specjalisty od marketingu w wyścigach konnych, i Naomi Judd (Diana Ellen Judd), piosenkarki country zespołu The Judds. Jej rodzina była pochodzenia włoskiego. Dorastała w Los Angeles. Po rozwodzie rodziców w 1972, wychowywała się wraz ze starszą siostrą Wynonną (ur. 30 maja 1964) pod opieką matki w stanach Kalifornia, Kentucky i Tennessee. Podróżowała ze swoją matką i siostrą w związku z koncertami w Stanach Zjednoczonych – w ciągu trzynastu lat uczęszczała do dwunastu różnych szkół (była cheerleaderką), zanim w 1986 roku ukończyła szkołę średnią Franklin High School. W latach 1986–90 studiowała język francuski na University of Kentucky w Lexington.

### Kariera
W 1990 przeniosła się do Los Angeles, gdzie dorabiała jako kelnerka w popularnej restauracji „The Ivy”, gdy uczęszczała na zajęcia aktorstwa do Playhouse West School and Theater Company. Rok później debiutowała na scenie w przedstawieniu Witaj w domu, żołnierzu (Welcome Home, Soldier) oraz trafiła przed kamery telewizyjne w dwóch odcinkach serialu CBS Star Trek: Następne Pokolenie (Star Trek: The Next Generation, 1991) jako chorąży Robin Lefler. Po raz pierwszy na kinowym ekranie pojawiła się w sensacyjnej komedii kryminalnej Kuffs (1992) z Christianem Slaterem w roli tytułowej.
W sitcomie NBC Siostry (Sisters, 1991–94) wystąpiła w roli zepsutej córki głównej bohaterki. W 1994 wystąpiła na scenie Broadwayu w sztuce Williama Inge'a Piknik (Picnic). Została dostrzeżona w roli Ruby Lee Gissing, dziedziczki Tennessee, która osiedla się na Florydzie w niezależnym dramacie Ruby w krainie szczęśliwości (Ruby in Paradise, 1993), za którą została uhonorowana nagrodą przez krytyków w Chicago i zdobyła nagrodę Independent Spirit na festiwalu filmowym kina niezależnego w Santa Monica, w stanie Kalifornia. Ma na swoim koncie różnorodne kreacje aktorskie; obelżywa narkomanka w dramacie komediowym Dym (Smoke, 1995), żona złodzieja w dramacie sensacyjnym Gorączka (Heat, 1995), sfrustrowana żona prawnika z południa w dreszczowcu Czas zabijania (A Time to Kill, 1996). Za rolę Normy Jean w telewizyjnym dramacie HBO Norma Jean i Marilyn (Norma Jean and Marilyn, 1996) była nominowana do nagrody Emmy i Złotego Globu. Kolejne filmy to role silnych, ambitnych, nieustępliwych kobiet, przebojem zdobywających sobie miejsce w świecie mężczyzn w thrillerach sensacyjnych, m.in. niedoszła ofiara seryjnego mordercy-psychopaty, kryjącego się pod pseudonimem Casanova w Kolekcjonerze (Kiss the Girls, 1997), niesłusznie oskarżona o zabójstwo męża w Podwójnym zagrożeniu (1997), seryjna morderczyni w Oku obserwatora (Eye of the Beholder, 1997) i inspektor policji po niedawnym awansie, szukająca seryjnego zabójcy w Amnezji (Twisted, 2004) – potwierdziły jej status wszechstronnej aktorki. Znalazła się w obsadzie dramatu biograficznego Frida (2002) w drugoplanowej roli fotograf Tiny Modotti. W 2005 roku pojawiła się na scenie Broadwayu jako Maggie w sztuce Tennessee Williamsa Kotka na gorącym blaszanym dachu (Cat On a Hot Tin Roof) u boku Jasona Patrica.

## Życie prywatne
W 1998 poznała szkockiego kierowcę wyścigowego Dario Franchittiego, z którym się związała w grudniu 1999. Pobrali się 12 grudnia 2001. Jednak w 2013 doszło do rozwodu.

## Nagrody i nominacje
| Rok  | Nagroda                                | Kategoria                                     | Tytuł                                                 | Rezultat  |
| ---- | -------------------------------------- | --------------------------------------------- | ----------------------------------------------------- | --------- |
| 1994 | Chicago Film Critics Association Award | Najbardziej obiecująca aktorka                | Ruby w krainie szczęśliwości (Ruby in Paradise, 1993) | Wygrana   |
| 1994 | Independent Spirit Award               | Najlepsza aktorka                             | Ruby w krainie szczęśliwości (Ruby in Paradise, 1993) | Wygrana   |
| 1996 | Nagroda Emmy                           | Najlepsza aktorka w miniserialu lub filmie TV | Norma Jean & Marilyn (1996)                           | Nominacja |
| 1997 | Złoty Glob                             | Najlepsza aktorka w miniserialu lub filmie TV | Norma Jean & Marilyn (1996)                           | Nominacja |
| 1998 | Lone Star Film & Television Award      | Najlepsza aktorka drugoplanowa                | Upalne lato (The Locusts, 1997)                       | Wygrana   |
| 2000 | MTV Movie Award                        | Najlepsza rola kobieca                        | Podwójne zagrożenie (Double Jeopardy, 1999)           | Nominacja |
| 2005 | Złoty Glob                             | Najlepsza aktorka w musicalu lub komedii      | De-Lovely (2004)                                      | Nominacja |
| 2005 | Blockbuster Entertainment Award        | Ulubiona aktorka                              | De-Lovely (2004)                                      | Wygrana   |
| 2012 | Nagroda Emmy                           | Najlepsza aktorka w miniserialu lub filmie TV | Rebecca Winstone w miniserialu Missing (2012)         | Nominacja |

## Filmografia

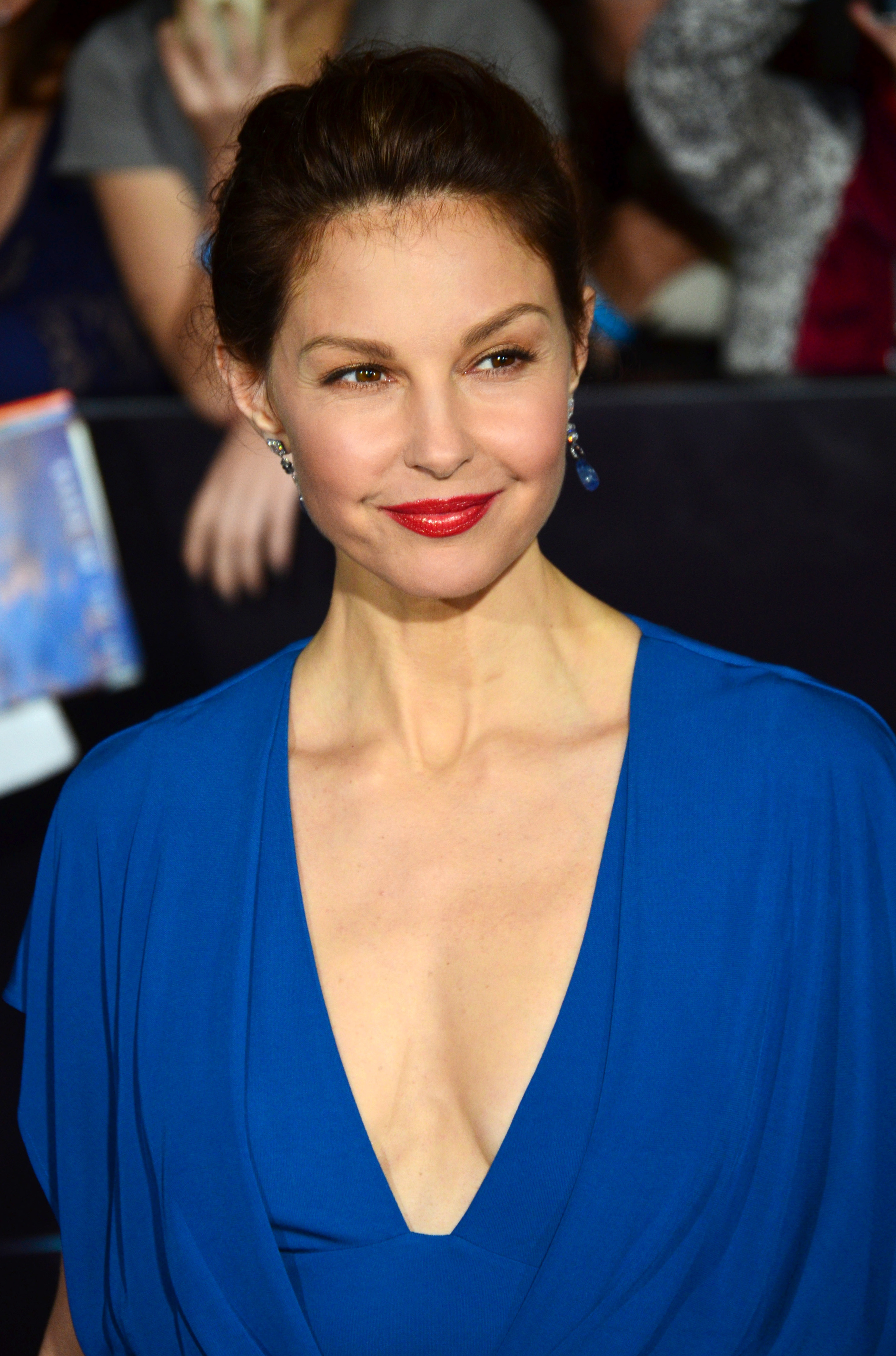
Ashley Judd (2014)

- 1991: Star Trek: Następne pokolenie (Star Trek: The Next Generation) jako chorąży Robin Lefler
- 1991–1994: Sisters jako Reed Halsey
- 1992: I nie opuszczę cię aż do śmierci (Till Death Us Do Part) jako Gwen Fox
- 1992: Kuffs jako żona właściciela sklepu z farbami
- 1993: Ruby w krainie szczęśliwości (Ruby in Paradise) jako Ruby Lee Gissing
- 1994: Urodzeni mordercy (Natural Born Killers) jako Grace Mulberry
- 1995: Gorączka (Heat) jako Charlene Shiherlis
- 1995: Naomi & Wynonna: Love Can Build a Bridge jako narratorka
- 1995: Dym (Smoke) jako Felicity
- 1995: Las namiętności (The Passion of Darkly Noon) jako Callie
- 1996: Desperaci (Normal Life) jako Pam Anderson
- 1996: Czas zabijania (A Time to Kill) jako Carla Brigance
- 1996: Norma Jean & Marilyn jako Norma Jean Dougherty
- 1997: Kolekcjoner (Kiss the Girls) jako Kate Mctiernan
- 1997: Upalne lato (The Locusts) jako Kitty
- 1998: Simon Birch jako Rebecca Wenteworth
- 1999: Podwójne zagrożenie (Double Jeopardy) jako Libby Parsons
- 1999: Oko obserwatora (Eye of the Beholder) jako Joanna Eris
- 1999: Nasz przyjaciel, Martin (Our Friend, Martin) jako pani Dale (głos)
- 2000: Killing Priscilla jako ona sama
- 2000: Gdzie serce twoje (Where the Heart Is) jako Lexie Coop
- 2000: The Ryan Interview jako Fredricka Rose
- 2001: Serce nie sługa (Someone Like You...) jako Jane Goodale
- 2002: Frida jako Tina Modotti
- 2002: Bez przedawnienia (High Crimes) jako Claire Kubik
- 2002: Boskie sekrety siostrzanego stowarzyszenia Ya-Ya (Divine Secrets of the Ya-Ya Sisterhood) jako młoda Vivi
- 2004: Amnezja (Twisted) jako Jessica
- 2004: De-Lovely jako Linda Porter
- 2006: Come Early Morning jako Lucy
- 2007: Robak (Bug) jako Agnes White
- 2009: Ścigani (Crossing Over) jako Denise Frankel
- 2009: Helen jako Helen Leonard
- 2010: Dobra wróżka (Tooth Fairy) jako Carly
- 2011: Lep na muchy (Flypaper) jako Kaitlin
- 2011: Mój przyjaciel Delfin (Dolphin Tale) jako Lorraine Nelson
- 2012: Missing: Zaginiony (Missing) jako Becca Winstone
- 2013: Olimp w ogniu (Olympus Has Fallen) jako Margaret Asher
- 2014: Niezgodna (Divergent) jako Natalie Prior
- 2014: Salvation jako Jennifer Strickland
- 2014: The Identical jako Louise Wade
- 2014: Mój przyjaciel delfin 2: Ocalić Mandy (Dolphin Tale 2) jako Lorraine Nelson
- 2014: Big Stone Gap jako Ave Maria Mulligan
- 2015: Zbuntowana (Insurgent) jako Natalie Prior
- 2016: Wierna (Allegiant) jako Natalie Prior
- 2016: Trafficked jako Diane
- 2016: Good Kids jako Gabby
- 2016: Barry jako Ann Dunham